# Якушівка (річка)
Якушівка (біл. Якушоўка) — річка в Краснопільському районі Могильовської області, ліва притока річки Сож (басейн Дніпра).
Довжина річки 20 км. Площа водозбору 63 км². Середній нахил водної поверхні 1,9 м/км. починається на околиці села Великий Осів. Гирло розташоване за 2 км від колишнього села Костюківка (Корм'янський район Гомельської області), приблизно за 1 км у напрямку на південь від села Казимирове. Протікає через озеро Старосілля. Водозбір у межах Чечерської рівнини.
На правому березі біля села Драготинь археологічна пам'ятка — курганний могильник.